# 松田元賢
松田 元賢（まつだ もとかた）は、戦国時代の武将。

## 生涯
備前国金川城主・松田元輝の長男として誕生。
同じ備前の浦上氏とは長く対立していたが、永禄5年（1562年）に浦上氏家臣・宇喜多直家からの和議の申し入れを父・元輝が了承。その際に直家の娘を娶り、婚姻関係を結ぶ。
しばらくは平穏な関係が続いたものの、宇喜多氏と三村氏との戦いである明善寺合戦の際に援軍を出さなかった事で直家の不興を買う。永禄11年（1568年）、金川城周辺で開かれた鹿狩りの際に、松田氏の中心人物であった宇垣与右衛門が「鹿と間違えた」という理由で宇喜多側の人間によって鉄砲で射ち殺されるなど次第に不審な動きを見せ始める。
同年の7月5日、ついに宇喜多直家は、前もって調略によって寝返らせていた松田氏の重臣で直家の妹婿・伊賀久隆に金川城を包囲させる。やむなく元賢は父・元輝と共に篭城戦を行うが、その際に伊賀勢の鉄砲で父が射殺され、これに替わって指揮を執った。
翌6日、直家も金川城に手勢を繰り出し、伊賀勢と合流して本丸を朝から晩まで攻め立てた。元賢はよく防戦し寄せ手に多数の死者を出させたが、多勢に無勢であり本丸を支えきれない事を悟ると弟・元脩を伴い夜闇に紛れ城を脱出、部下の多くも金川城から退去した。城に残った松田氏譜代の家臣達は城を枕に悉く討ち死にし、金川城は落城する。元賢は西の山伝いに下田村まで逃げのびたが7日の未明、伊賀の伏兵によって発見されると刀を抜き、敵陣に斬り入って討ち死したという。なお、知らせを聞いた正室の宇喜多直家の娘も程なくして自害。13代、235年間続いた松田氏は滅亡した。
これ以来この地では七夕祭りが長い間、行わなくなったという。

## 元賢と日蓮宗
松田氏は代々の当主が日蓮宗の寺院に保護を与えただけでなく、進出した先の他宗の寺院を強制的に改宗させたといわれているが、松田元輝・元賢親子もその例に漏れず領内の寺社を強制的に日蓮宗に改宗させ、従わない吉備津彦神社や金山寺のような寺社を焼き払ったという。
また、金川城内にも日蓮宗の道場を設け（道林寺丸跡がこの道場のあった場所である）、領内の者に改宗を強いて反感を買った。結局、こうした行過ぎた信仰の押し付けは重臣である伊賀久隆の離反などに繋がっていく。